# 泰州 (隋朝)
泰州，隋朝时设置的州。
《隋书》记载隋炀帝大業元年（605年）废泰州，将管辖县统合于魯州。設置年不明。杨守敬《隋书地理志考证》提到王劭著《舍利感应记》引《广弘明集》：“仁寿元年有泰州岱岳寺起塔。”記述说明仁寿元年（601年）以前设立。南京师范大学教授施和金以隋文帝开皇十六年（596年）隋朝多新设州，推测此年设置泰州。下辖博平县、岱山县。